# Savoia-Marchetti SM.75
Le Savoia-Marchetti SM.75 était un avion militaire de la Seconde Guerre mondiale construit en Italie par Savoia-Marchetti.

## Histoire opérationnelle

### Missions spéciales
Pendant la guerre mondiale, les SM.75 ont participé à quelques missions lointaines :
- le parachutage de tracts de propagande sur la ville d'Asmara en 1942 ;
- le vol Rome-Tokyo : un SM.75 repeint aux couleurs japonaises atterrit au Japon en 1942 pour faire parvenir au gouvernement japonais un nouveau code secret ;
- le bombardement en Abyssinie : deux bombardiers attaquent l'Abyssinie, en 1943.